# Puchar Interkontynentalny w Lekkoatletyce 2010
1. Puchar Interkontynentalny w Lekkoatletyce – zawody lekkoatletyczne, które odbyły się 4 i 5 września 2010 w chorwackim Splicie. Areną zmagań sportowców był stadion Poljud. Zawody pierwotnie znane były jako 11. Puchar Świata w Lekkoatletyce. Decyzję o przyznaniu Splitowi organizacji zawodów podjęła Rada IAAF na spotkaniu w Osace w marcu 2006. Federacją odpowiedzialną za przygotowanie imprezy był Chorwacki Związek Lekkiej Atletyki. Zawody zakończyły się zwycięstwem reprezentacji Europy.

## Zasady
W zawodach startowały 4 drużyny: Afryka, Ameryka, Azja wraz z Oceanią oraz Europa. Każdy z zespołów wystawił do konkurencji 2 zawodników. Wyjątkiem były biegi na 1500 m, 3000 m, 5000 m oraz 3000 m z przeszkodami – tutaj każda reprezentacja mogła wystawić 3 reprezentantów jednak do punktacji została zaliczona tylko najlepsza dwójka. Drużyny otrzymały punkty w zależności od pozycji zajętej przez jego reprezentanta (8 pkt za 1. miejsce, 7 pkt za 2., itd. aż do 1 pkt za 8. miejsce), w każdej konkurencji indywidualnej mógł wystąpić tylko 1 zawodnik z jednego kraju. W biegach rozstawnych pierwsza ekipa otrzymała 15 pkt, druga 11 pkt, trzecia 7 pkt, a czwarta 3 pkt..

## Rezultaty

### Mężczyźni
| Konkurencja:                              | 1. miejsce                                                        | Rezultat   | 2. miejsce                                                                     | Rezultat   | 3. miejsce                                                            | Rezultat |
| Bieg na 100 m (szczegóły)                 | Christophe Lemaitre Europa                                        | 10.06      | Daniel Bailey Ameryka                                                          | 10.10      | Mark Lewis-Francis Europa                                             | 10.16 SB |
| Bieg na 200 m (szczegóły)                 | Wallace Spearmon Ameryka                                          | 19.95      | Churandy Martina Ameryka                                                       | 20.47      | Ben-Youssef Meïté Afryka                                              | 20.51    |
| Bieg na 400 m (szczegóły)                 | Jeremy Wariner Ameryka                                            | 44.22 CR   | Ricardo Chambers Ameryka                                                       | 44.59      | Michael Bingham Europa                                                | 44.84 SB |
| Bieg na 800 m (szczegóły)                 | David Rudisha Afryka                                              | 1:43.37 CR | Marcin Lewandowski Europa                                                      | 1:44.81    | Belal Mansoor Ali Azja i Oceania                                      | 1:44.92  |
| Bieg na 1500 m (szczegóły)                | Amine Laâlou Afryka                                               | 3:35.49    | Mekonnen Gebremedhin Afryka                                                    | 3:35.70    | Leonel Manzano Ameryka                                                | 3:36.48  |
| Bieg na 3000 m (szczegóły)                | Bernard Lagat Ameryka                                             | 7:54.75    | Moses Kipsiro Afryka                                                           | 7:54.98 SB | Bayron Piedra Ameryka                                                 | 7:55.52  |
| Bieg na 5000 m (szczegóły)                | Bernard Lagat Ameryka                                             | 13:58.23   | Moses Kipsiro Afryka                                                           | 13:58.35   | Bouabdellah Tahri Europa                                              | 13:58.79 |
| Bieg na 110 m przez płotki (szczegóły)    | David Oliver Ameryka                                              | 13.11      | Andy Turner Europa                                                             | 13.48      | Shi Dongpeng Azja i Oceania                                           | 13.53    |
| Bieg na 400 m przez płotki (szczegóły)    | David Greene Europa                                               | 47.88 PB   | Javier Culson Ameryka                                                          | 48.08      | Bershawn Jackson Ameryka                                              | 48.62    |
| Bieg na 3000 m z przeszkodami (szczegóły) | Richard Mateelong Afryka                                          | 8:09.67 CR | Roba Gari Afryka                                                               | 8:09.87 NR | Mahiedine Mekhissi-Benabbad Europa                                    | 8:09.96  |
| Sztafeta 4 x 100 m (szczegóły)            | Ameryka Daniel Bailey Wallace Spearmon Tyson Gay Churandy Martina | 38.25      | Azja i Oceania Shinji Takahira Naoki Tsukahara Kenji Fujimitsu Shintaro Kimura | 39.28      | Afryka Hannes Dreyer Simon Magakwe Wilhelm van der Vyver Thuso Mpuang | 39.82    |
| Sztafeta 4 x 400 m (szczegóły)            | Ameryka Nery Brenes Bershawn Jackson Greg Nixon Ricardo Chambers  | 2:59.00 CR | Europa Michael Bingham Kévin Borlée Władimir Krasnow Martyn Rooney             | 2:59.84    | Afryka Gary Kikaya Mark Mutai Mohamed Ashour Khouaja Rabah Yousif     | 3:02.62  |
| Skok wzwyż (szczegóły)                    | Rashid Ahmed Al-Mannai Azja i Oceania                             | 2.28 PB    | Donald Thomas Ameryka                                                          | 2.28       | Martyn Bernard Europa                                                 | 2.25     |
| Skok o tyczce (szczegóły)                 | Steve Hooker Azja i Oceania                                       | 5.95 CR WL | Renaud Lavillenie Europa                                                       | 5.90       | Derek Miles Ameryka                                                   | 5.75     |
| Skok w dal (szczegóły)                    | Dwight Phillips Ameryka                                           | 8.34       | Kafétien Gomis Europa                                                          | 8.10       | Christian Reif Europa                                                 | 7.99     |
| Trójskok (szczegóły)                      | Marian Oprea Europa                                               | 17.29      | Alexis Copello Ameryka                                                         | 17.25      | Phillips Idowu Europa                                                 | 17.24    |
| Pchnięcie kulą (szczegóły)                | Christian Cantwell Ameryka                                        | 21.87      | Tomasz Majewski Europa                                                         | 21.22      | Andrej Michniewicz Europa                                             | 20.68    |
| Rzut dyskiem (szczegóły)                  | Robert Harting Europa                                             | 66.85      | Benn Harradine Azja i Oceania                                                  | 66.45 AR   | Ehsan Hadadi Azja i Oceania                                           | 64.55    |
| Rzut młotem (szczegóły)                   | Libor Charfreitag Europa                                          | 79.69      | Dilszod Nazarow Azja i Oceania                                                 | 78.76      | Ali Mohamed Al-Zinkawi Azja i Oceania                                 | 76.73    |
| Rzut oszczepem (szczegóły)                | Andreas Thorkildsen Europa                                        | 89.26 CR   | Gerhardus Pienaar Afryka                                                       | 83.17 SB   | Matthias de Zordo Europa                                              | 82.89    |

### Kobiety
| Konkurencja:                              | 1. miejsce                                                                              | Rezultat       | 2. miejsce                                                                  | Rezultat   | 3. miejsce                                                                    | Rezultat |
| Bieg na 100 m (szczegóły)                 | Kelly-Ann Baptiste Ameryka                                                              | 11.05          | Shalonda Solomon Ameryka                                                    | 11.09      | Blessing Okagbare Afryka                                                      | 11.14    |
| Bieg na 200 m (szczegóły)                 | Aleksandra Fiedoriwa Europa                                                             | 22.86          | Jelizaweta Bryzhina Europa                                                  | 23.37      | Cydonie Mothersill Ameryka                                                    | 23.41    |
| Bieg na 400 m (szczegóły)                 | Amantle Montsho Afryka                                                                  | 49.89 SB       | Debbie Dunn Ameryka                                                         | 50.21      | Tatjana Firowa Europa                                                         | 50.45    |
| Bieg na 800 m (szczegóły)                 | Janeth Jepkosgei Busienei Afryka                                                        | 1:57.88        | Kenia Sinclair Ameryka                                                      | 1:58.16 SB | Marija Sawinowa Europa                                                        | 1:58.27  |
| Bieg na 1500 m (szczegóły)                | Hind Dehiba Europa                                                                      | 4:19.78        | Nicole Edwards Ameryka                                                      | 4:21.34    | Christin Wurth-Thomas Ameryka                                                 | 4:21.46  |
| Bieg na 3000 m (szczegóły)                | Meseret Defar Afryka                                                                    | 9:03.33        | Alemitu Bekele Europa                                                       | 9:04.08    | Shannon Rowbury Ameryka                                                       | 9:04.82  |
| Bieg na 5000 m (szczegóły)                | Vivian Cheruiyot Afryka                                                                 | 16:05.74       | Sentayehu Ejigu Afryka                                                      | 16:07.11   | Molly Huddle Ameryka                                                          | 16:08.60 |
| Bieg na 100 m przez płotki (szczegóły)    | Sally McLellan Azja i Oceania                                                           | 12.65          | LoLo Jones Ameryka                                                          | 12.66      | Perdita Felicien Ameryka                                                      | 12.68    |
| Bieg na 400 m przez płotki (szczegóły)    | Nickiesha Wilson Ameryka                                                                | 54.52 SB       | Ajoke Odumosu Afryka                                                        | 54.59 NR   | Wanja Stambołowa Europa                                                       | 54.89    |
| Bieg na 3000 m z przeszkodami (szczegóły) | Julija Zarudniewa Europa                                                                | 9:25.46 CR     | Milcah Chemos Cheywa Afryka                                                 | 9:25.84    | Sofia Assefa Afryka                                                           | 9:29.53  |
| Sztafeta 4 x 100 m (szczegóły)            | Ameryka Cydonie Mothersill Debbie Ferguson-McKenzie Shalonda Solomon Kelly-Ann Baptiste | 43.07          | Europa Ołesia Powch Natalija Pohrebniak Marija Remeń Jelizaweta Bryzhina    | 43.77      | Afryka Paulette Zang-Milama Agnes Osazuwa Oludamola Osayomi Blessing Okagbare | 43,88    |
| Sztafeta 4 x 400 m (szczegóły)            | Ameryka Shericka Williams Debbie Dunn Nickiesha Wilson Christine Amertil                | 3:26.37        | Europa Ksienija Ustałowa Antonina Kriwoszapka Libania Grenot Tatjana Firowa | 3:26.58    | Afryka Folashade Abugan Amy Mbacké Thiam Ndeye Soumah Amantle Montsho         | 3:27.99  |
| Skok wzwyż (szczegóły)                    | Blanka Vlašić Europa                                                                    | 2.05 CR =WL    | Emma Green Europa                                                           | 1.95       | Levern Spencer Ameryka Nadejda Dusanova Azja i Oceania                        | 1.88     |
| Skok o tyczce (szczegóły)                 | Swietłana Fieofanowa Europa                                                             | 4.70 CR        | Lisa Ryzih Europa                                                           | 4.60       | Fabiana Murer Ameryka                                                         | 4.50     |
| Skok w dal (szczegóły)                    | Yuliya Tarasova Azja i Oceania                                                          | 6.70           | Yargelis Savigne Ameryka                                                    | 6.63       | Olga Rypakowa Azja i Oceania                                                  | 6.60 SB  |
| Trójskok (szczegóły)                      | Olga Rypakowa Azja i Oceania                                                            | 15,25 CR PB WL | Olha Saładucha Europa                                                       | 14,70      | Yargelis Savigne Ameryka                                                      | 14,63    |
| Pchnięcie kulą (szczegóły)                | Valerie Vili Azja i Oceania                                                             | 20.86 SB       | Nadzieja Astapczuk Europa                                                   | 20.18      | Gong Lijiao Azja i Oceania                                                    | 20.13 SB |
| Rzut dyskiem (szczegóły)                  | Li Yanfeng Azja i Oceania                                                               | 63.79          | Sandra Perković Europa                                                      | 63.29      | Yarelis Barrios Ameryka                                                       | 62.58    |
| Rzut młotem (szczegóły)                   | Tatjana Łysienko Europa                                                                 | 73,88          | Zhang Wenxiu Azja i Oceania                                                 | 73,69      | Yipsi Moreno Ameryka                                                          | 72,73    |
| Rzut oszczepem (szczegóły)                | Marija Abakumowa Europa                                                                 | 68.14 CR       | Sunette Viljoen Afryka                                                      | 62.21      | Kimberley Mickle Azja i Oceania                                               | 61.36 SB |

## Klasyfikacja końcowa
| Pozycja | Drużyna        | Punkty |
| ------- | -------------- | ------ |
| 1       | Europa         | 429    |
| 2       | Ameryka        | 419,5  |
| 3       | Afryka         | 292    |
| 4       | Azja i Oceania | 286,5  |

## Rekordy
Podczas pucharu, zwycięzcy konkurencji uzyskali 11 rekordów tych zawodów, ustanowiono także 7 krajowych rekordów w kategorii seniorów:
| Zawodnik             | Reprezentacja | Konkurencja                   | Rezultat |
| -------------------- | ------------- | ----------------------------- | -------- |
| Roba Gari            | Etiopia       | bieg na 3000 m z przeszkodami | 8:09,87  |
| Benn Harradine       | Australia     | rzut dyskiem                  | 66,45    |
| Tintu Luka           | Indie         | bieg na 800 m                 | 1:59,17  |
| Ajoke Odumosu        | Nigeria       | bieg na 400 m przez płotki    | 54,59    |
| Selloane Tsoaeli     | Lesotho       | skok wzwyż                    | 1,78     |
| Olga Rypakowa        | Kazachstan    | trójskok                      | 15,25    |
| Hana'a Ramadhan Omar | Egipt         | rzut oszczepem                | 58,16    |